# Reforma eclesiástica de Rivadavia
Reforma eclesiástica de Rivadavia es el nombre que –en el marco más amplio de las reformas llevadas a cabo por Bernardino Rivadavia, ministro del gobernador de la Provincia de Buenos Aires, Martín Rodríguez– se da a la ley de 1822 mediante la cual dicho Estado provincial adoptó una política regalista y modificó la organización de la Iglesia católica por la que suprimió el fuero eclesiástico, eliminó el diezmo, encargó al Estado provincial bonaerense el costo del culto manteniendo como recursos de la Iglesia las primicias y los emolumentos, creó el colegio Del Sol de Bahía Blanca y el Colegio Nacional de Estudios Eclesiásticos, reorganizó el Cabildo eclesiástico -que pasó a llamarse Senado del Clero-, suprimió órdenes religiosas del clero regular traspasando a los religiosos al clero secular y expropió los bienes inmuebles y rentas de los conventos que fueron suprimidos.

## El proceso reformista
Entre 1820 y 1827 se desarrolló en Buenos Aires y, en cierta medida, en Cuyo, un proceso de reformas que abarcó los ámbitos militar, económico, administrativo, cultural y religioso, conocidas en Buenos Aires como reformas rivadavianas, por haber sido impulsadas en esa provincia, por Bernardino Rivadavia, quien era ministro del gobernador Martín Rodríguez.
De todas estas reformas rivadavianas, sin duda, la reforma eclesiástica o religiosa fue la que en ese momento motivó la polémica más virulenta sino la que además, a lo largo de los años, ha seguido siendo un tema de enfrentamiento renovado en debates ideológicos actuales.

## Encuadre y contenido de la reforma eclesiástica
La reforma eclesiástica en la provincia de Buenos Aires estuvo precedida de decretos que la anticipaban y tras un encendido debate, en diciembre de 1822 se sancionó.
Sus principales disposiciones fueron: la supresión del fuero eclesiástico, la eliminación del diezmo, asumiendo el Estado el costo del culto católico y manteniendo como recursos de la Iglesia las primicias y los emolumentos, la creación del Colegio Nacional de Estudios Eclesiásticos, la reorganización del Cabildo eclesiástico -que pasó a llamarse Senado del Clero- la fijación de las condiciones para la secularización voluntaria de los religiosos del clero regular y la expropiación de los bienes inmuebles y rentas de algunos conventos que fueron suprimidos.
El proyecto original preveía la eliminación del clero regular –salvo el de monjas–, muy criticado por su desorden, la desobediencia de sus miembros y los escándalos a los que se los vinculaba. La comisión de la Legislatura que lo estudió se inclinó por su reforma y, finalmente, se llegó a una fórmula de transacción conforme la cual se dispuso su reforma con miras a preparar su futura extinción.
José Carlos Chiaramonte, un historiador estudioso de la Ilustración hispanoamericana y especialmente rioplatense, que analizó la naturaleza de las primeras entidades soberanas después del comienzo del movimiento independentista así como las concepciones políticas implicadas en su aparición, dice que a partir de la reasunción de facultades soberanas por parte de las provincias luego de la caída del poder central en 1820, el proceso de institucionalización de un estado independiente mostró muchos de los aspectos positivos que Buenos Aires podía esperar del disfrute de su posición de privilegio sobre el Río de la Plata debida, sobre todo, al usufructo de las rentas de la Aduana, el control de la navegación fluvial y la regulación del comercio exterior. Conscientes los porteños de esas ventajas, el proceso de organización de ese Estado dio lugar a un brillante movimiento reformista impulsado por una amplia elite “ilustrada” de laicos y eclesiásticos que encaró las reformas a partir del gobierno de Martín Rodríguez y que se extendndió hasta la crisis de 1827.
Al impulso cultural modernizador que se apreció en medidas tales como la revitalización de la Ley de Prensa de 1811, la prohibición de las corridas de toros, el florecimiento del teatro, la creación de instituciones tales como la Sociedad de Beneficencia de Buenos Aires, la Sociedad Literaria, la Universidad de Buenos Aires, las diversas Academias, etc. se agregaron logros en el terreno político y económico.
Ese ímpetu reformista del periodo rivadaviano no pudo dejar de generar fuerte resistencia; tanto la orientación de la enseñanza, la prédica doctrinaria de la prensa y las medidas que afectaban el papel o la imagen de la Iglesia, motivaron por momentos acres disputas, de las cuales las más virulentas fueron desencadenadas por la reforma eclesiástica que, por otra parte, tuvo, con matices, un fuerte apoyo del clero secular de Buenos Aires.
Nancy Calvo, que en época reciente ha escrito sobre la reforma, retrocede a los primeros años del siglo XIX para señalar que allí se comenzó a notar una disminución en las ordenaciones y una menor calidad de la formación sacerdotal en las aulas del colegio San Carlos. Al surgir para los jóvenes nuevas opciones en el ejército y la política, el sacerdocio perdió atractivo para muchos de ellos. El clero regular atravesaba una prolongada crisis evidenciada en el abandono de los conventos, en el incumplimiento de los votos y en la creciente insubordinación y las peleas internas durante las deliberaciones de los capítulos generales. La llegada de la Revolución de Mayo, en 1810, provocó un estado deliberativo dentro del clero, y la alineación de sus integrantes en las facciones en pugna exacerbaba los conflictos.
La interrupción de la relación con España derivó en una incomunicación con Roma y, por ende, en la imposibilidad de designar nuevos obispos pues las autoridades locales se consideraban con derecho a ejercer el Patronato. También la fragmentación geográfica agregó un elemento de perturbación. La sede arzobispal de Charcas quedó fuera de la órbita del gobierno independiente y, por otra parte, a partir de 1820 las diócesis con sede en Buenos Aires, Córdoba y Salta vieron cómo su territorio diocesano se desmembraba en varios estados provinciales, cada uno de los cuales pretendía para sí el ejercicio del Patronato regio. Esto incidía además en la recaudación y distribución de los diezmos y provocaba confusión en el tema de las atribuciones judiciales propias de la jurisdicción eclesiástica.

## Análisis de la reforma
Para Chiaramonte las querellas desatadas por las llamadas reformas rivadavianas han sido pocas veces objeto del tratamiento adecuado.
En algunos pesa un criterio historiográfico faccioso que ve la obra del demonio en lo que no era otra cosa que la prolongación de las tendencias reformistas españolas, enraizadas en parte en la misma Iglesia.
Otros, intentando poner sordina a las disputas, tienden a disminuir la percepción de lo que constituyó sin lugar a dudas uno de los propósitos claves de la reforma: el de desterrar a la vez las concepciones organicista de lo social predominantes en la Iglesia, en cuanto adversas a la sustancia del régimen representativo liberal que se buscaba, y la índole corporativa de su participación política, de manera de relegar al clero a la tarea de formación moral de la población, especialmente de su parte más numerosa, y riesgosa para el orden social. No cabe duda, entonces, de que entre los asuntos más afectados por los preconceptos historiográficos heredados del siglo pasado, las relaciones de los gobiernos independientes con la Iglesia figura en los primeros lugares.
Esta posición está bien alejada de la sustentada por historiadores de orientación confesional como Cayetano Bruno para quien Rivadavia “falto de originalidad y desconocedor de las verdaderas exigencias del país …intentó remedar estructuras y alteraciones de la vieja Europa, injustas en sí y totalmente ajenas a nuestras necesidades” o el padre Guillermo Furlong para quien la confiscación de los bienes de la Iglesia era el motivo principal de la reforma al punto que la calificó de “robo total y criminal”.
Roberto Di Stéfano, un especialista en Historia Religiosa, afirma que durante muchos años los historiadores que trataban la Revolución de Mayo lo hacían, en general, con una visión antinómica –muchas veces influenciada por razones ideológicas atinentes a la época en que escribían- que los llevaba a plantear algunas opciones rígidas. Así, por ejemplo, privilegiar las ideas de Rousseau o de Francisco Suárez como sustentadoras ideológicas de los revolucionarios, o tomar a la Iglesia local como un bloque atemporal inclinado a favor o en contra del proceso independentista. Este autor sostiene que para comprender la historia del catolicismo durante el proceso pre y posrevolucionario resulta esencial analizar qué factores económicos, sociales, culturales y religiosos incidían en la decisión de ingresar al clero, cómo fueron ellos variando con el tiempo y cómo evolucionaron las relaciones entre el clero, la sociedad y los gobernantes. Para ello hace una detallada descripción del clero secular de Buenos Aires y de sus relaciones con las instituciones religiosas y los grupos de la sociedad porteña, en especial con las familias más pudientes. El autor no se limita a los aspectos religiosos, sociales y políticos sino que profundiza además en los económicos.
Opina Chiaramonte que las reformas que se aprobaron durante los gobiernos de Martín Rodríguez y de Rivadavia, esto es en el período que sus partidarios denominaron el de la “feliz experiencia de Buenos Aires”, tuvieron el propósito de ordenar y modernizar las instituciones heredadas de España. Orientadas hacia una centralización del poder, incluyeron cambios en el régimen político, en la justicia, en la administración, en lo económico, en lo cultural y en las esferas militar y eclesiástica. La reforma eclesiástica –que fue parte de los cambios generales- apuntó inequívocamente a redefinir el papel de la Iglesia Católica en la sociedad rioplatense, pues de ello dependía en gran parte su éxito. Como había sucedido a lo largo de la historia europea americana, la apoyó una parte del clero local que era partidaria de la preeminencia del estado, y la combatió encarnizadamente otra parte del clero y de la feligresía que sólo admitía la prioridad de su credo religioso
Tulio Halperín Donghi, un historiador alejado tanto de las corrientes historiográficas revisionistas como de las marxistas, remarca que las líneas fundamentales de estas reformas venían de tiempo atrás y señala concretamente iniciativas del gobierno del Director Supremo de las Provincias Unidas del Río de la Plata, Juan Martín de Pueyrredón, que marcaban una política en esa dirección pero que en ese momento no pudieron avanzar porque lo impidió el peso de la guerra.
El enfoque de Nancy Calvo, después de resaltar que el ámbito de la reforma fue exclusivamente porteño, es que con la reforma el gobierno pretendía contribuir a la modernización de la provincia con la extensión de la igualdad política, unificación del clero, “nacionalización” de la formación del mismo y mejoramiento de la distribución de las parroquias rurales al mismo tiempo que promovía el papel de las mismas en su papel civilizador. Los propulsores de la reforma consideraban que con la reducción o eliminación del clero regular habría más sacerdotes para las parroquias de campaña, a las que se asignaba un rol civilizador en momentos en que el gobierno trataba de incrementar la actividad ganadera. El mismo propósito de beneficiar a la campaña tenía la eliminación del diezmo, un tributo de dificultosa recaudación que salía de ella pero que se gastaba en la ciudad.
A la pregunta sobre qué beneficios justificativos de su elevado costo político esperaba el gobierno de la reforma responde Halperín Donghi relativizando el provecho que se obtenía de la incautación de bienes de comunidades religiosas suprimidas, ya que esos bienes eran de rendimiento generalmente bajo y no fáciles de colocar en el mercado, pero en cambio Nancy Calvo vincula la medida con el propósito de hacer circular los bienes para tonificar la economía, si bien admite que se requieren más investigaciones acerca de su eficacia. En cuanto a lo político, Halperín Donghi dice que la relajación progresiva de la vida conventual había dejado en libertad de acción a figuras cuyo ascendiente popular podía llegar a ser inquietante -Castañeda es el caso paradigmático- pero resulta difícil descubrir de qué manera la reforma podía socavar el ascendiente de los frailes lanzados a la política.
Los autores coinciden en que las iniciativas reformistas no eran otra cosa que la prolongación de las tendencias que habían bullido tanto en el seno de la monarquía castellana como en el de la misma Iglesia, y las doctrinas que las informaban eran también prolongación de las que se conocieron en la Iglesia española de aquella época. Esas corrientes con ideas galicanas, jansenistas e ilustradas, aunque diferentes en muchos aspectos coincidían en el rechazo de la piedad y prácticas tradicionales y en la oposición a los jesuitas así como a cuestionar el creciente poder del papado en la organización de la Iglesia y alentar la autonomía nacional de las iglesias, en sintonía con las tendencias centralizadoras de la monarquía absoluta. Chiaramonte encuentra antecedentes incluso anteriores a la ilustración, en la fuerte tradición regalista española de la que formaba parte principal el derecho de patronato concedido a la corona de Castilla.
Esas doctrinas estuvieron presentes en las escuelas en que se formaron fuertes impulsores de la reforma como Rivadavia, Manuel José García, el canónigo Valentín Gómez, el deán de Buenos Aires Diego Estanislao Zavaleta y Julián Agüero, párroco rector de la Catedral de Buenos Aires.
En cuanto a la influencia de las ideas de Bentham, en tanto Klaus Gallo se pronuncia afirmativamente al respecto, Nancy Calvo niega una relación entre la reforma y el utilitarismo y señala que Bentham tenía una visión negativa de la religión, a la que asociaba con la opresión y, por tanto, con la infelicidad. Esta historiadora relativiza el rol de las influencias doctrinarias y opina que la reforma se debió fundamentalmente a las necesidades del momento y, en especial, la de adaptar la Iglesia a los tiempos que corrían.
La fundamentación de medidas que significaban el avance del gobierno sobre terreno reservado hasta el momento al clero requería una justificación jurídico-política que los impulsores hallaron en el derecho de patronato que consideraron heredado de los reyes de España. La interpretación debió forzarse para legitimar a un poder laico sustentado en la soberanía popular la sucesión de un derecho que había sido ejercido por una monarquía por derecho divino.
Chiaramonte identifica dos aspectos de la ley de reforma que eran particularmente irritativos para el sector opositor del clero: por una parte, la supresión del fuero eclesiástico y por la otra, las medidas referidas a la organización interna de la Iglesia.
La abolición del fuero eclesiástico avanzaba el camino de la igualdad política más allá de lo que gran parte del clero toleraba a pesar de que, en realidad, la medida no puede considerarse como dirigida particularmente contra la Iglesia sino que formaba parte de una más general tendencia a suprimir los privilegios, personales o corporativos, que prolongaban rasgos de la sociedad colonial contradictorios de la naturaleza de un régimen representativo liberal como que el que intentaba ser organizado en esos años. Esto se hizo explícito en la intervención de algunos diputados que demandaron la supresión de todos los privilegios, aboliendo no sólo el fuero eclesiástico sino también el militar. En cuanto al conjunto de disposiciones de diversa naturaleza sobre la organización del clero regular y secular, terreno hasta entonces poco afectado por el control de las autoridades civiles, y al suprimir algunas congregaciones religiosas con incautación de sus bienes, sus opositores afirmaron que el gobierno carecía de derecho a inmiscuirse en ese terreno y consideraron las medidas como un ataque a la Iglesia.
El debate acerca de la reforma dio lugar a un florecimiento de la prensa escrita favorecido por la Ley de Prensa de 1821 en la cual sus partidarios y sus opositores abogaban tanto en prosa como en verso a favor de sus posiciones.
Entre los primeros cabe mencionar a Juan Cruz Varela y a Ignacio Núñez y entre los segundos al sacerdote Francisco de Paula Castañeda.
Uno de los frutos de la reforma que perduró pese a la diferente orientación de gobiernos posteriores fue la difusión de pautas de tolerancia en materia religiosa.
En la concepción de Di Stéfano, es con la reforma de 1822 que empezó a cobrar existencia la Iglesia en tanto entidad dotada de un centro de poder, no de muchos, relativamente autónomos y superpuestos y suficientemente diferenciada de los intereses privados, del poder con nombre y apellido. Se tiende así a conformar un único clero, el secular, que absorbe a buena parte del clero regular, y a los religiosos que quedan se los sujeta estrictamente al prelado diocesano. Las parroquias pasan a ser consideradas oficinas del Estado naciente y los sacerdotes pasan a ser agentes públicos. Esta concepción de la Iglesia es la misma que va a manejar más tarde Juan Manuel de Rosas, quien va a operar un cambio todavía más significativo al permitir que el Papado designe para el gobierno de la diócesis al primer obispo nombrado sin intervención de la monarquía española: Mariano Medrano. En síntesis, “así como el Estado nace de un proceso de “expropiación” de poderes antes fragmentados y disueltos en la sociedad, la Iglesia surge de una “expropiación religiosa y de la iniciativa del Estado naciente”.
Un aspecto de interés historiográfico es que la mayoría de los autores no trata el tema de la religiosidad de Rivadavia, como sí lo hacen Haydée Frizzi de Longoni, una historiadora vinculada al revisionismo, y Ricardo Piccirilli en forma destacada para respaldar su afirmación de que las reformas no tenían una intención antirreligiosa. La historiadora en el prólogo de su libro afirma que “el dogma, los ritos en una religión, para que la misma exista, no pueden ser discutidos; se apoyan en la fe, patrimonio del corazón y no en las teorizaciones especulativas, dominio de la razón. Los hombres que creen en el dogma y practican los ritos religiosos, humanos y no dioses, son susceptibles de claudicaciones y pueden desfallecer ¿Rivadavia se dirigió al dogma o a los hombres? indudablemente hacia estos últimos” 
Otro aspecto también peculiar en la obra de Frizzi de Longoni es que comienza su libro con una biografía somera de Rivadavia; refiere la muerte temprana de la madre, la internación en un severo colegio, el cumplimiento de sus deberes religiosos como creyente, las actividades que emprende, primero incorporándose a la milicia y luego intentando, sin éxito, el comercio. El libro pone empeño en resaltar aquellas circunstancias en la vida de Rivadavia que según la autora, fueron formando una personalidad marcada por el tesón y firmeza que ponía en las causas que emprendía, los cuales explican las posiciones políticas que alcanzara y las relaciones con intelectuales europeos que mantuviera, incluso a pesar de la falta de educación universitaria.
A diferencia de Piccirilli y de Frizzi de Longoni, Nancy Calvo dice que el análisis del debate sobre la reforma permite apartar la centralidad casi absoluta en que se ubica a Rivadavia en la historiografía y señala, en cambio, el papel destacado de figuras del clero como Mariano y Diego E. Zavaleta, Valentín Gómez, Agüero y el deán Funes. En forma concordante Halperín Donghi opina que si bien el proceso reformista se identificó con la figura de Rivadavia, el mismo tuvo sus raíces en proyectos que ya existían durante el gobierno de Pueyrredón y recibieron el impulso de muchas personalidades laicas y religiosas de la época.

## Conclusiones
La reforma eclesiástica formó parte del proceso impulsado por una elite de Buenos Aires que, con amplio consenso, aprovechó la coyuntura política y económica para reformar instituciones que continuaban con las mismas estructuras existentes al tiempo de la Revolución de Mayo. Si bien esta actualización estaba respaldada por antecedentes doctrinarios europeos, sus propulsores buscaron adaptarla a las condiciones locales; en el caso de la Iglesia no fueron medidas contra ella sino que se procuró mejorarla y reorganizarla para que prestara un mejor servicio a la sociedad, en especial en la campaña. Si el debate fue intenso en aquel momento, sus ecos continúan alimentando disputas ideológicas que, posiblemente, tengan escasa concordancia con las que se plantearon en aquel momento.